# Оболенцев Микола Іванович
Оболенцев Микола Іванович (30 січня 1921 — 25 червня 2018) — український лікар, доктор медичних наук (1973), професор (1979)

## Життєпис
Народився 30 січня 1921 року у селі Чуланово, нині Бєлгородська обл., РФ, був учасником Другої світової війни.
У 1947 році закінчив Центральний інститут удосконалення лікарів (м. Москва). По закінченні почав працювати військовим лікарем. З 1952 року працює у Харкові на наступних посадах:
1952 — Харківська обласна клінічна лікарня.
1961 — завідувач відділення хірургії та анестезіології та реаніматології.
1963 — Харківський медичний університет.
1977 — завідувач кафедри анестезіології та реаніматології.
1988 — професор кафедри шпитальної хірургії.
1990 — завідувач кафедри нейрохірургії та анестезіології.
1995 — виконувач обов'язків завідувача кафедри анестезіології-реаніматології, невідкладних станів та медицини катастроф
1999 — професор кафедри медицини невідкладних станів станів та анестезіології.
У 1956 році вперше у Харкові та області впровадив ендотрахеальний наркоз і глибоку гіпотермію, розбудовував різні аспекти знеболювання і реанімації.
Помер 25 червня 2018 у Харкові.

## Основні праці
1. Разграничение показаний к различным видам обезболивания // Мат. науч. заседаний Харьков. науч. мед. об-ва. Х., 1960.
2. Комплексная спинномозговая анестезия. Москва, 1974.
3. Фармакодинамика современных лекарственных средств, применяющихся в анестезиологии-реаниматологии // Сб. науч. тр. Харьков. мед. ин-та. X., 1988
4. Справочник анестезиолога. К., 1988 (співавт.)
5. Клінічна фармакологія лікарських засобів, які коригують КЛБ та осмотичний гомеостаз // Клін. фармакологія. X., 1995
6. Аспекты развития анестезиологии-реаниматологии в Харькове и области // Мат. пленума анестезиологов Украины. X., 1996 (співавт.).